# Neoglaziovia variegata
Neoglaziovia variegata är en gräsväxtart som först beskrevs av Manoel Arruda da Cámara, och fick sitt nu gällande namn av Carl Christian Mez. Neoglaziovia variegata ingår i släktet Neoglaziovia och familjen Bromeliaceae. Inga underarter finns listade i Catalogue of Life.

## Bildgalleri

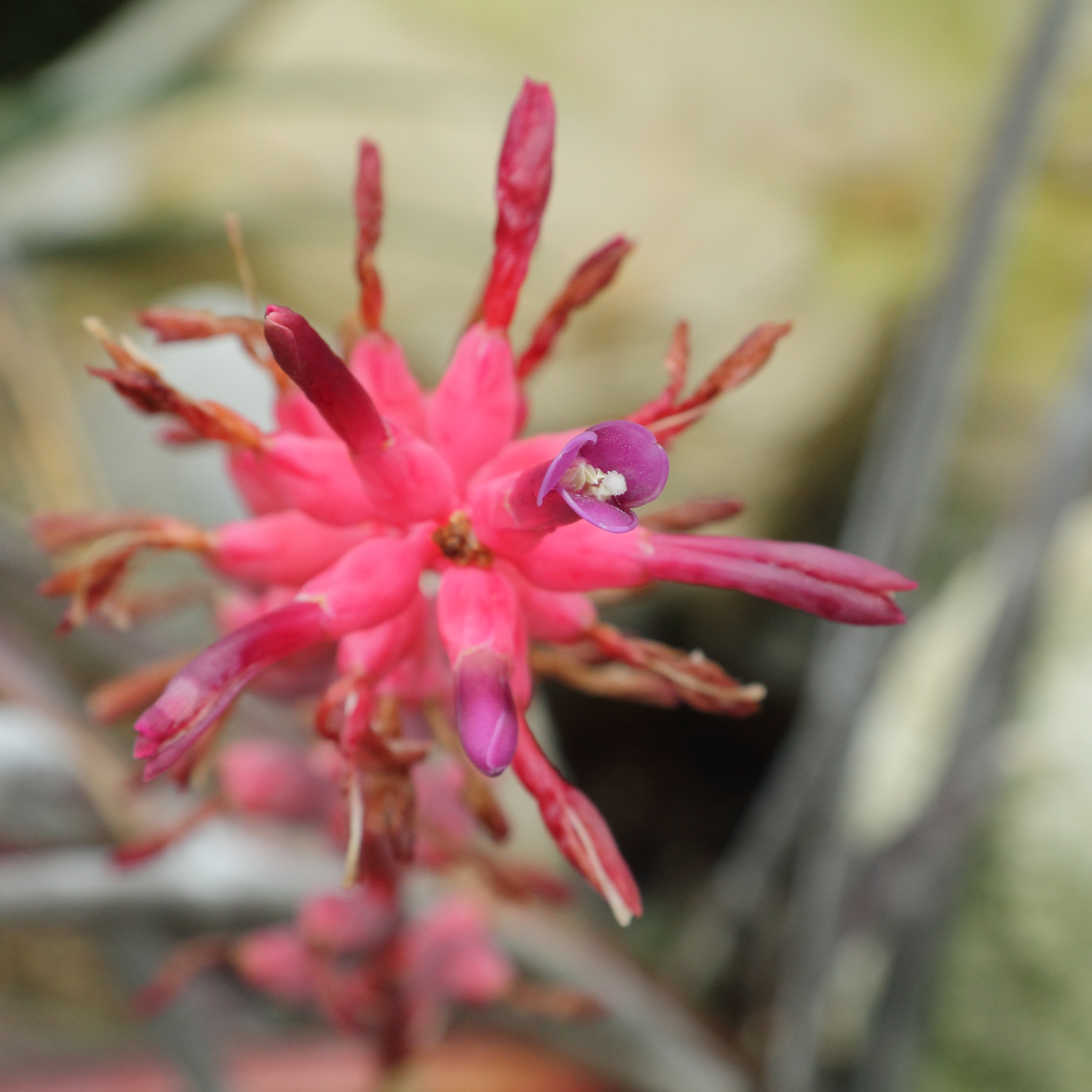
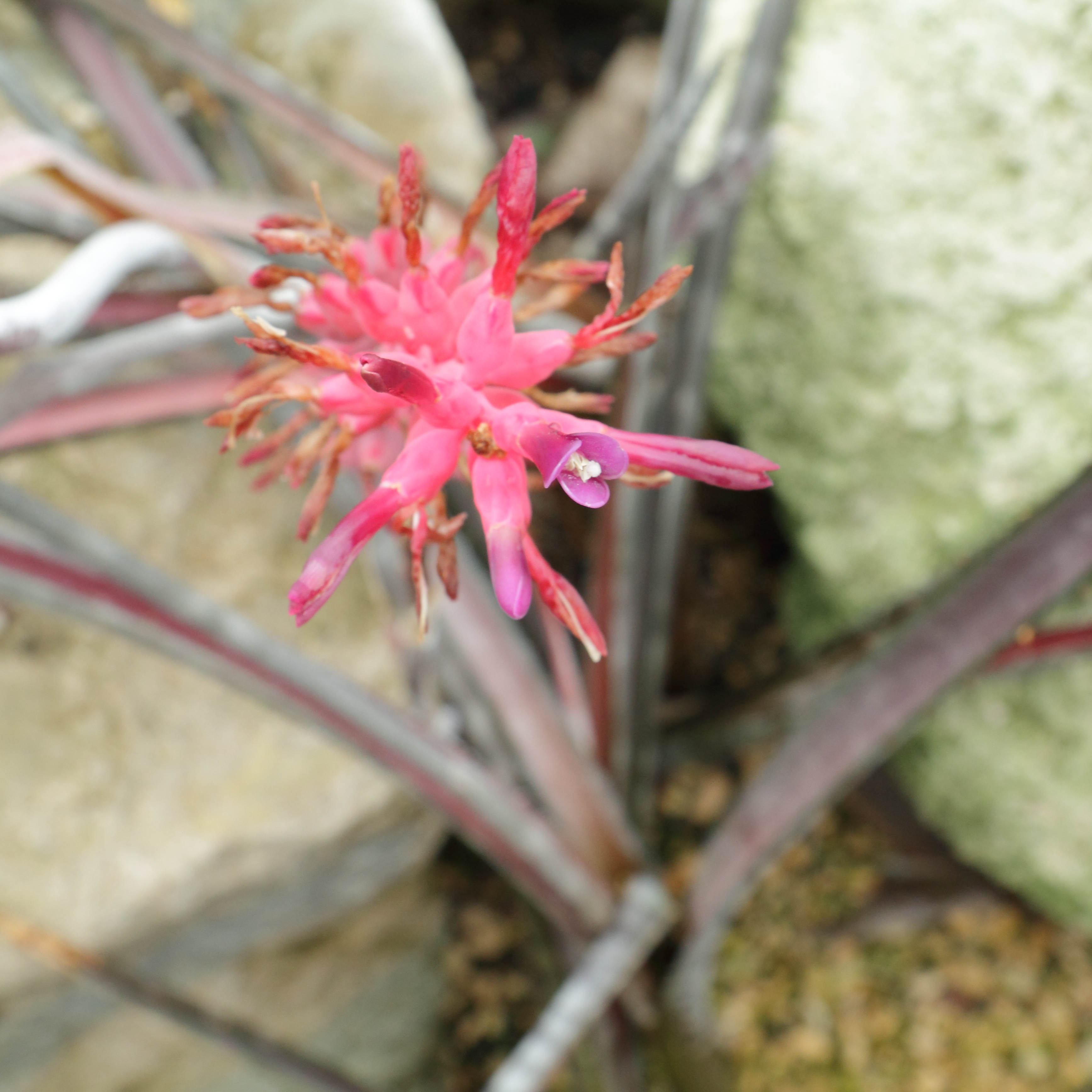
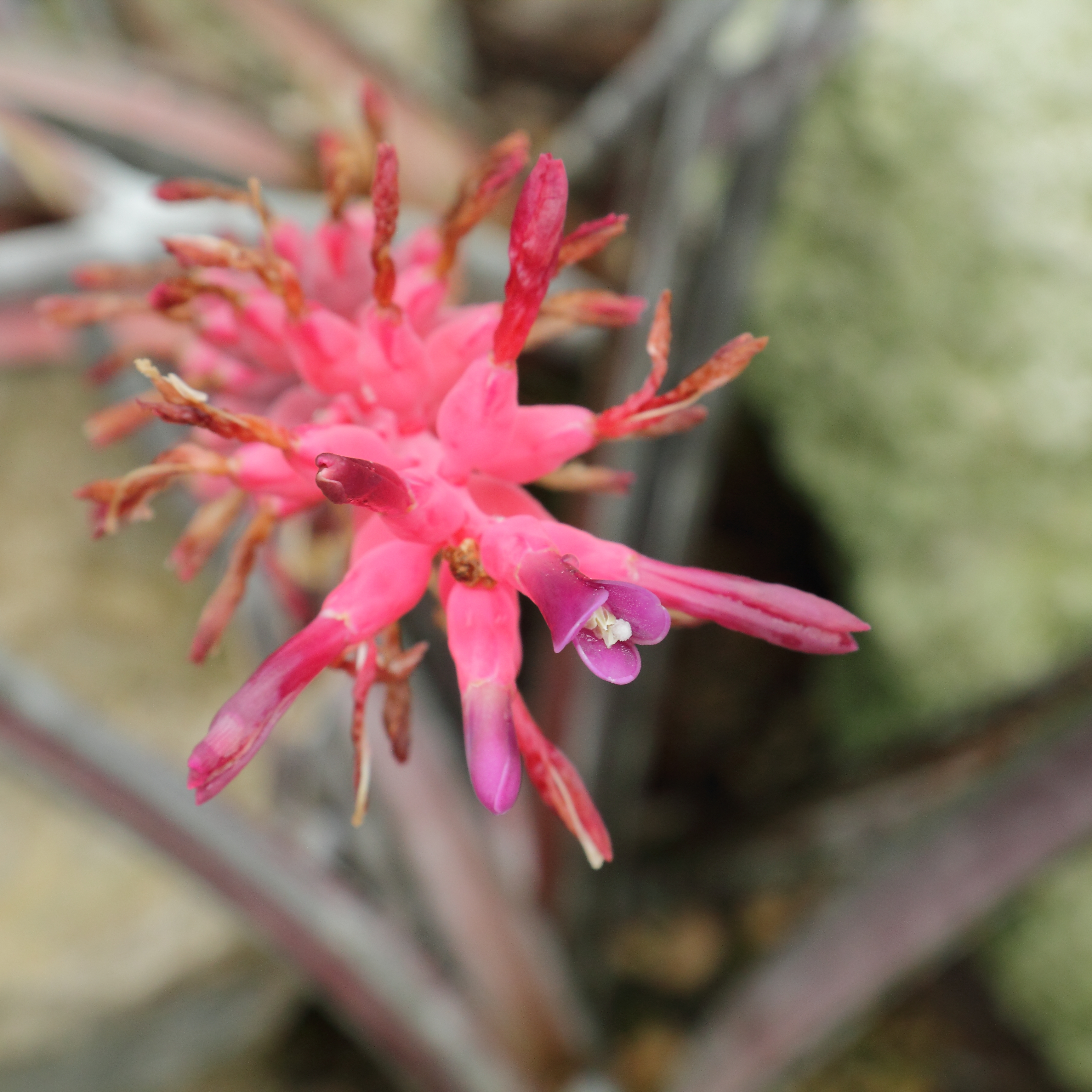